# Lazaretto
Lazaretto je druhé sólové studiové album amerického hudebníka Jacka Whitea. Album vyšlo 10. června 2014 pod jeho vlastní značkou Third Man Records a ve spolupráci s XL Recordings a Columbia Records.

## Seznam skladeb
Autorem všech skladeb je Jack White, pokud není uvedeno jinak.
| Pořadí | Název                        | Délka |
| ------ | ---------------------------- | ----- |
| 1.     | Three Women                  | 3:57  |
| 2.     | Lazaretto                    | 3:39  |
| 3.     | Temporary Ground             | 3:13  |
| 4.     | Would You Fight For My Love? | 4:09  |
| 5.     | High Ball Stepper            | 3:52  |
| 6.     | Just One Drink               | 2:37  |
| 7.     | Alone In My Home             | 3:27  |
| 8.     | Entitlement                  | 4:06  |
| 9.     | That Black Bat Licorice      | 3:50  |
| 10.    | I Think I Found the Culprit  | 3:49  |
| 11.    | Want And Able                | 2:34  |